# Jan Lach
Jan Lach (ur. 29 kwietnia 1936 w Łodzi, zm. 29 stycznia 2024 w Radziejowie) – polski muzykolog, dyrygent, profesor Uniwersytetu Kazimierza Wielkiego w Bydgoszczy. 

## Życiorys
Syn Romana i Praksedy. Urodził się w 1936 r. w Łodzi i tam w 1964 r. ukończył studia na Wydziale Wychowania Muzycznego Państwowej Wyższej Szkoły Muzycznej. W latach 1964–1971 pracował w Studium Nauczycielskim w Łowiczu i Toruniu. Od 1971 r. związał się z Wyższą Szkołą Pedagogiczną w Bydgoszczy. Na tej uczelni zdobywał kolejne szczeble naukowej kariery: od starszego wykładowcy po profesora. W latach 1977–1983 był kierownikiem Zakładu Dydaktyki Muzyki, a od 1984 r. kierował także Pracownią Dyrygowania. 
Rozgłos zyskał jako twórca i dyrygent uczelnianych zespołów chóralnych powstałych przy Wyższej Szkole Pedagogicznej w Bydgoszczy: Chóru Akademickiego i Zespołu Pieśni Dawnej. Z Zespołem Pieśni Dawnej koncertował na terenie całego kraju, a także w Niemczech, Czechosłowacji, Bułgarii, Danii, Estonii, Finlandii, Holandii, Norwegii, Słowacji, na Węgrzech i we Włoszech. Zyskiwał nagrody i wyróżnienia na Dniach Muzyki Cerkiewnej w Hajnówce (1986, 1988) i na Międzynarodowym Festiwalu Pieśni Chóralnej w Międzyzdrojach (1987). 
Przy realizacji poważniejszych pozycji repertuarowych współpracował z Capellą Bydgostiensis, Orkiestrą Kameralną w Toruniu, orkiestrą symfoniczną Filharmonii Wrocławskiej i Wrocławską Orkiestrą Kameralną. Jako członek Polskiego Związku Chórów i Orkiestr (wyróżniony złotą odznaką z laurem) pełnił funkcję kierownika artystycznego do spraw chórów Oddziału Bydgoskiego. Zasiadał w jury licznych wojewódzkich i pozaregionalnych konkursów chórów szkolnych a cappella.